# Tet El Bad Stone Coffin
Tet El Bad Stone Coffin (dt. Tet-El-Bad-Sarkophag) ist ein Steinsarkophag aus Andesit im administrativen Staat (d. h. Verwaltungsgebiet) Ngarchelong der westpazifischen Inselrepublik Palau.

## Lage
Der Sarkophag befindet sich im Dorf Ollei, beim örtlichen Meeting House des Dorfes.
Der sauber ausgehauene Steinsarkophag ist 233 cm lang und 66 cm breit und hat eine Höhe von 40 cm. Die Wandstärke beträgt ca. 12 cm. Der Deckel ist mit zwei Vorsprüngen ausgestattet, die auf beiden Seiten hervorstehen. Das Innere wurde ausgehöhlt. Das äußere Ende des Deckels nach Osten weist zwei Rillen auf und Lamellen am Ende.

## World Heritage Status
Der Sarkophag wurde in den 1930er Jahren in ein Museum nach Koror gebracht, jedoch in den 1980er Jahren wieder an seinen ursprünglichen Platz zurückgebracht. Am 26. August 2004 wurde er in die Tentativliste des Welterbes der UNESCO aufgenommen.